# Storz

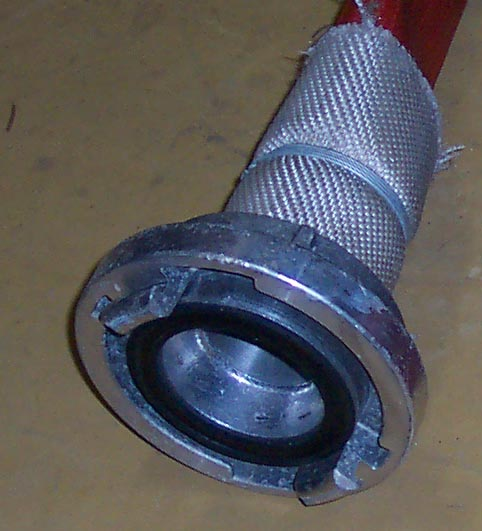
Connector Storz

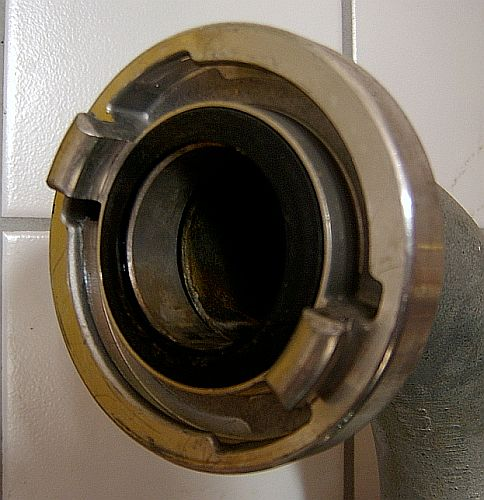
Ràcord Storz

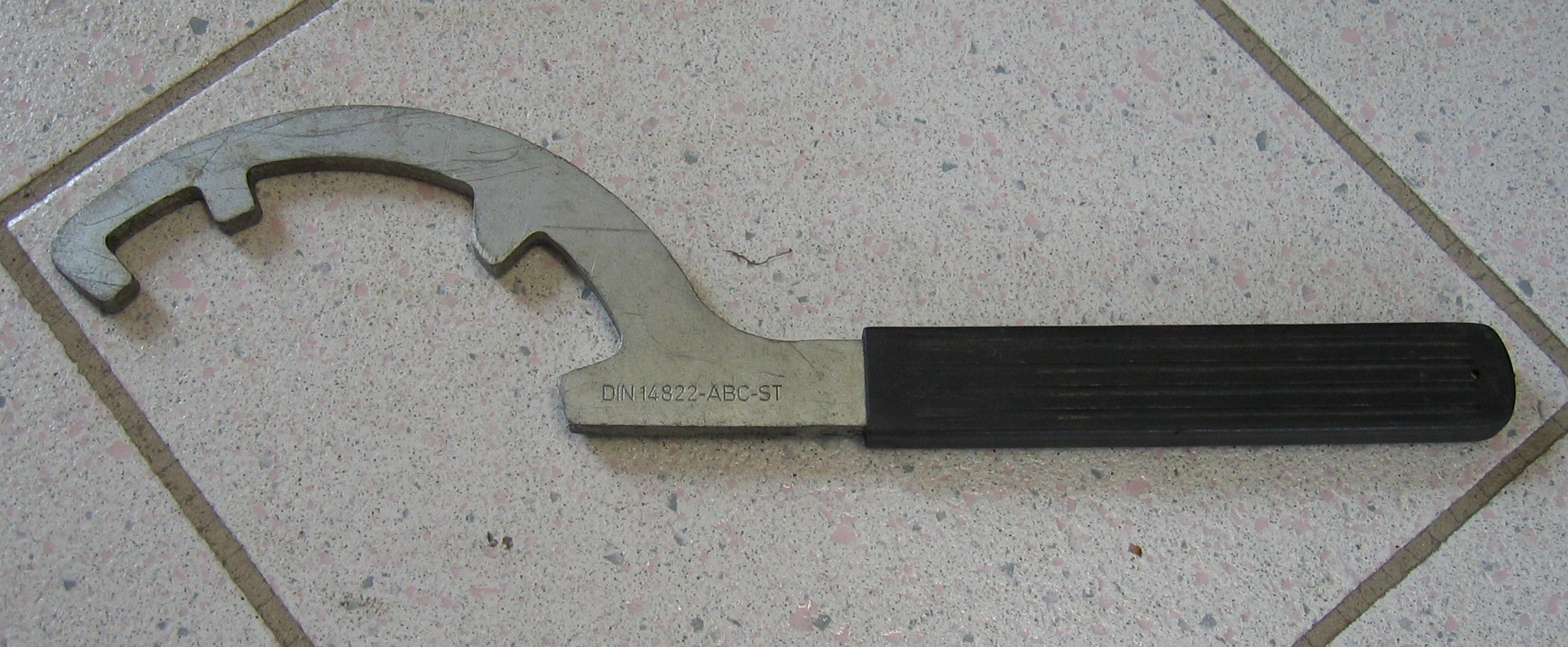
Clau Storz

El ràcord Storz és un tipus d'acoblament ràpid emprat en mànegues, inventat per Carl August Guido Storz el 1882 i patentada el 3 de gener de 1893.
Consisteix en una connexió basada en ganxos i brides. És un acoblament simètric o hermafrodita, perquè en lloc de tenir una connexió amb mascle i femella, qualsevol dels extrems són idèntics i poden estar units a qualsevol altre extrem del mateix diàmetre. Entre altres usos, s'ha utilitzat en les mànegues per a extinció d'incendis.
La connexió s'efectua fent una rotació de mitja volta, i es desconnecta fent mitja volta en sentit contrari. Les dues operacions s'han de fer amb ajuda d'una clau Storz dissenyada especialment per a això.